# Okres Vsetín
Vsetín (Duits: Wesetin) is een district (Tsjechisch: Okres) in de Tsjechische regio Zlín. De hoofdstad is Vsetín. Het district bestaat uit 59 gemeenten (Tsjechisch: Obec).

## Lijst van gemeenten
De obce (gemeenten) van de okres Vsetín. De vetgedrukte plaatsen hebben stadsrechten. De cursieve plaatsen zijn steden zonder stadsrechten (zie: vlek).
Branky - Bystřička - Dolní Bečva - Francova Lhota - Halenkov - Horní Bečva - Horní Lideč - Hošťálková - Hovězí - Huslenky - Hutisko-Solanec - Choryně - Jablůnka - Janová - Jarcová - Karolinka - Kateřinice - Kelč - Kladeruby - Krhová - Kunovice - Lačnov - Leskovec - Lešná - Lhota u Vsetína - Lidečko - Liptál - Loučka - Lužná - Malá Bystřice - Mikulůvka - Nový Hrozenkov - Oznice - Podolí - Police - Poličná - Pozděchov - Prlov - Prostřední Bečva - Pržno - Ratiboř - Rožnov pod Radhoštěm - Růžďka - Seninka - Střelná - Střítež nad Bečvou - Ústí - Valašská Bystřice - Valašská Polanka - Valašská Senice - Valašské Meziříčí - Velká Lhota - Velké Karlovice - Vidče - Vigantice - Vsetín - Zašová - Zděchov - Zubří
Kroměříž · Uherské Hradiště · Vsetín · Zlín